# Amedeo Modigliani
Amedeo Clemente Modigliani (Livorno, Italija, 12. srpnja 1884.  - Pariz, 24. siječnja 1920.), talijanski slikar židovskog porijekla.
Modigliani je rođen u siromašnoj obitelji kao četvrto i najmlađe dijete. Cijelog su ga života pratili zdravstveni problemi. Godine 1898. obolio je od tifusa, a nakon oporavka omogućeno mu je da napusti školu i pohađa satove crtanja i slikanja u umjetničkoj akademiji u Livornu. 
Krajem 1900. njegovo se zdravstveno stanje pogoršalo, obolio je od tuberkuloze te je zimu proveo u Napulju, na Capriju i u Rimu. Godine 1906. odlazi u Pariz, gdje uvježbava crtanje osoba na Académie Colarossi. Upoznaje njemačkog umjetnika Meidnera koji opisuje Modiglianija kao posljednjeg pravog boema. Godine 1907. Modigliani pronalazi svog prvog mecenu - Paula Alexandrea. Preko njega upoznaje i Brancusija, jednog od najvećih kipara XX. st. U tom razdoblju pa sve do I. svj. rata Modigliani izrađuje uglavnom kamene skulpture inspirirane afričkom umjetnošću. Godine 1910. upoznaje Anu Ahmatovu, s kojom će imati burnu aferu. 
Godine 1914. Modigliani prestaje praviti skulpture jer mu nije više bio dostupan kamen za klesanje. Iste godine upoznaje Beatrice Hastings, mladu englesku novinarku s kojom će se sprijateljiti i koja će mu biti model sljedeće dvije godine. U to se doba zamjećuje njegov ekspresionistički stil portretiranja. Lice i vrat su izduženi, linije su fino savijene, često se ne vide zjenice u očima, usne su sitne. Osjeća se blaga ironija. 
Godine 1916. Modigliani je upoznao poljskog pjesnika Léopolda Zborowskog i njegovu ženu Annu, s kojima se sprijateljio i u nekoliko navrata portretirao, započevši veliku seriju izrazito erotičnih aktova.
U travnju 1917. upoznaje 19-godišnju Jeanne Hébuterne, s kojom započinje zajednički život. Ona postaje jednim od njegovih glavnih modela; naslikao ju je barem 25 puta.
3. prosinca 1917. g. organizirana je izložba aktova u galeriji Berthe Weill. To mu je bila jedina samostalna izložba za života. Izazvala je velik skandal i policija je naredila da se slike s izložbe uklone.
U proljeće Modigliani i Jeanne bježe u Nicu, nakon što su Pariz okupirali Nijemci. Tamo nastaje najveći broj njegovih djela koja će kasnije postati najcjenjenija i najskuplja. Dana 29. studenog 1918. Jeanne rađa kćer koja će dobiti ime po Modiglianijevoj majci. Godine 1919. Modigliani i Jeanne vraćaju se u Pariz. 
Nakon nekoliko uspješnih izložbi u Engleskoj, tamošnji su kolekcionari počeli kupovati Modiglianijeva djela. Ali on je krajem godine ozbiljno obolio od tuberkuloze, te je početkom sljedeće godine umro. Dan nakon smrti trudna Jeanne počinila je samoubojstvo skočivši iz stana svojih roditelja na petom katu. Pokopani su zajedno na pariškom groblju Père-Lachaise.

## Vanjske poveznice

### Ostali projekti
|  | Zajednički poslužitelj ima još gradiva o temi Amedeo Modigliani |